# Porosowo (Iwanowo)
Porosowo (russisch Порозово) ist ein Dorf in der Oblast Iwanowo (Russland).

## Geographie
Das Dorf liegt etwa 110 km nordöstlich der Oblasthauptstadt Iwanowo und etwa 3 km nordwestlich der Stadt Sawolschsk am linken Ufer der Wolga, gegenüber der Stadt Kineschma. Oberhalb des Dorfes überquert eine 1640 Meter lange, 2003 nach 19-jähriger Bauzeit eröffnete Brücke im Verlauf der Regionalstraße R101 die Wolga.
Seit 2009 gehört Porosowo zusammen mit 23 weiteren Ortschaften zur Landgemeinde Meschduretschenskoje selskoje posselenije mit insgesamt 2184 Einwohnern (14. Oktober 2010).

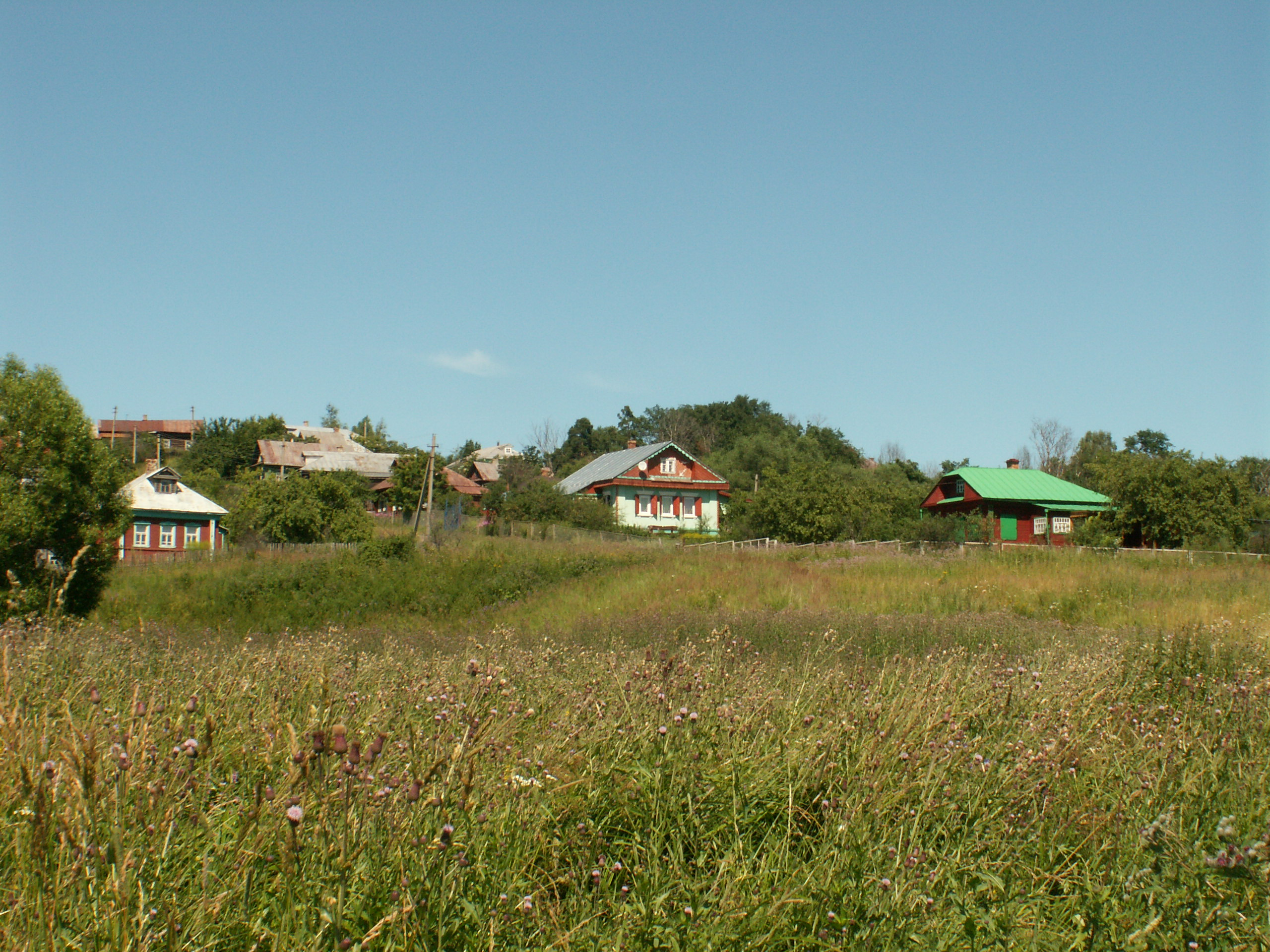
Häuser in Porosowo
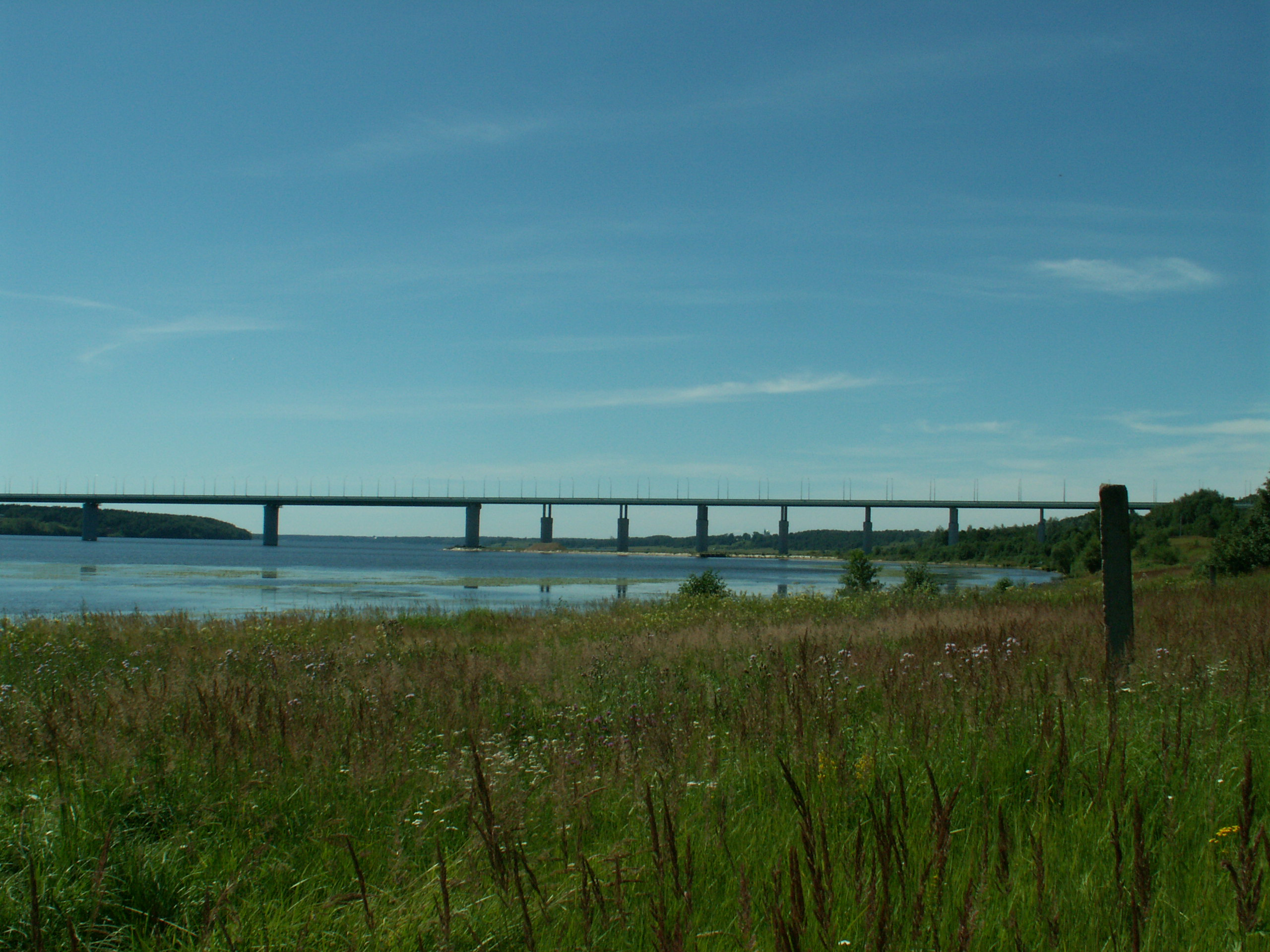
Wolgabrücke nach Kineschma
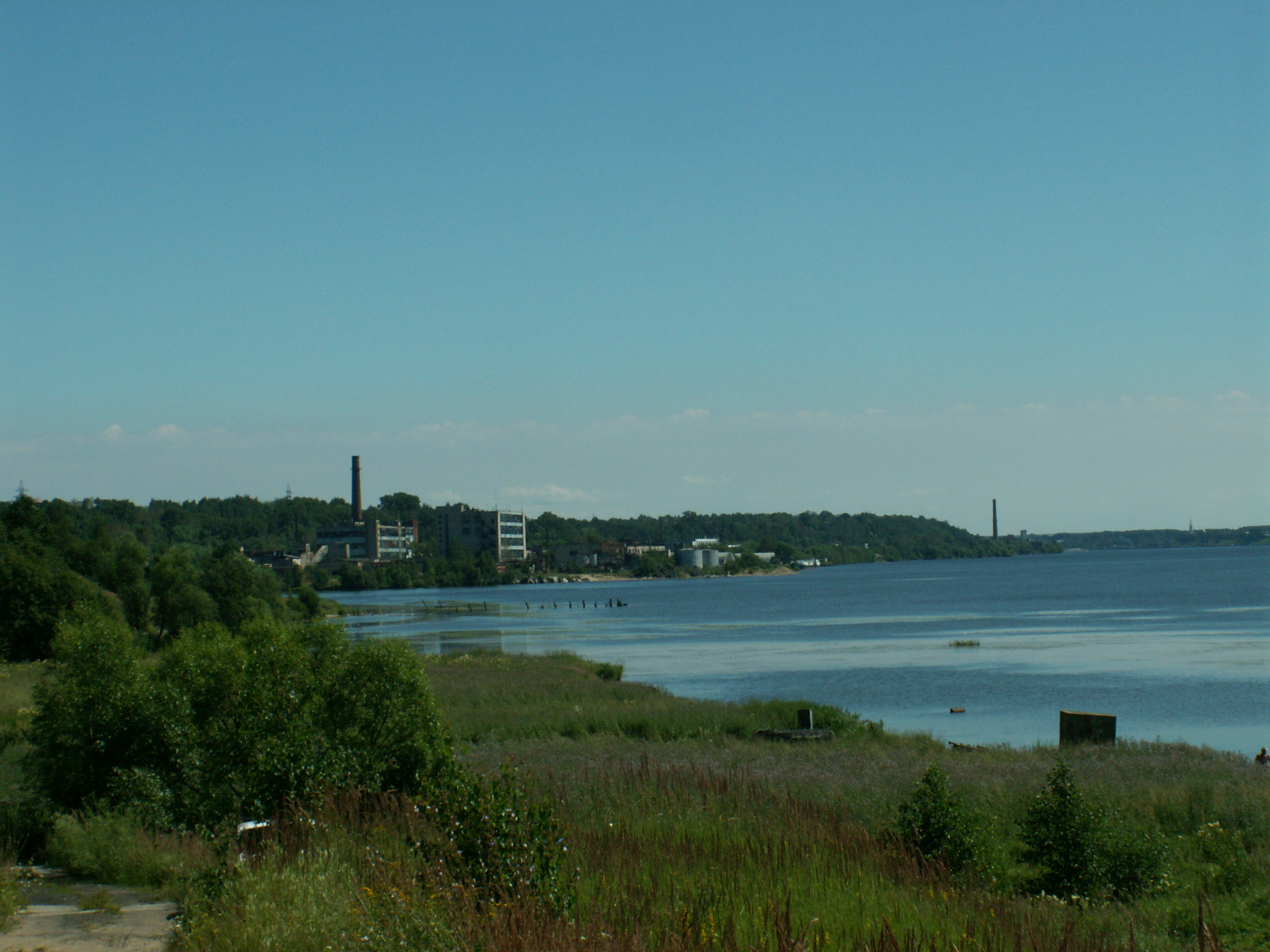
Die Wolga bei Porosowo, im Hintergrund die Chemiefabrik in Sawolschsk